# LX인베스트먼트
LX인베스트먼트는 대한민국의 사모투자회사이다.

## 역사
2015년 4월에 설립되었다.

## 투자
- 2020년 프랙시스캐피탈과 베트남 국제학교 세인트폴 아메리칸스쿨 하노이(St. Paul American School Hanoi)를 인수한 적이 있다[2]
- 2022년 총 1800억원에 에스에스피를 인수하였다.[3]
- 한성크린텍[4]
- 티디에스팜[5]
- 새빗켐[6]

## 자회사
- LX자산운용
- LX Asia